# Quirambal
Quirambal är en ort i Mexiko.   Den ligger i kommunen Pinal de Amoles och delstaten Querétaro Arteaga, i den centrala delen av landet, 200 km norr om huvudstaden Mexico City. Quirambal ligger 1 572 meter över havet och antalet invånare är 269.
Terrängen runt Quirambal är huvudsakligen kuperad, men västerut är den bergig. Runt Quirambal är det ganska glesbefolkat, med 23 invånare per kvadratkilometer. Närmaste större samhälle är Jalpan, 8,0 km öster om Quirambal. I omgivningarna runt Quirambal växer huvudsakligen savannskog.